# Спенсер (Јужна Дакота)
Спенсер (енгл. Spencer) град је у америчкој савезној држави Јужна Дакота.

## Демографија
По попису из 2010. године број становника је 154, што је 3 (-1,9%) становника мање него 2000. године.
| Група             | 2000.       | 2010.       |
| Белци             | 155 (98,7%) | 149 (96,8%) |
| Афроамериканци    | 0 (0,0%)    | 1 (0,6%)    |
| Азијати           | 1 (0,6%)    | 0 (0,0%)    |
| Хиспаноамериканци | 0 (0,0%)    | 4 (2,6%)    |
| Укупно            | 157         | 154         |